# Eleccions legislatives al Kazakhstan de 2012
El 15 de gener de 2012 es van celebrar eleccions legislatives al Kazakhstan. El resultat va ser una victòria per al partit Nur Otan, que va obtenir 83 dels 98 escons del Majilis.
No obstant això, l'Organització per a la Seguretat i la Cooperació a Europa (OSCE) va declarar que les eleccions «no van complir els principis fonamentals de les eleccions democràtiques».

## Context
Aquestes eleccions foren les primeres en les quals el partit que quedava en segon lloc aconseguia representació parlamentària independentment de si superava el llindar electoral del 7%. A causa de la massacre de Jangaozén i al consegüent estat d'emergència en aquesta localitat, no estava previst que les eleccions se celebressin a Jangaozén. No obstant això, aquesta decisió va ser revocada el 10 de gener de 2012.

## Sistema electoral
Els 98 membres del Majilis triats per sufragi directe es triaven en una circumscripció única d'àmbit nacional per representació proporcional amb un llindar electoral del 7%. Els escons s'assignaven pel mètode dels màxims residus. Si els partits tenien el mateix nombre d'escons, s'assignava l'escó al partit registrat en primer lloc. Si només un partit superava el llindar, el partit amb el segon major nombre de vots havia d'obtenir almenys dos escons. Altres nou escons eren triats per l'Assemblea del Poble, un òrgan seleccionat pel president.

## Reaccions
L'oposició va denunciar irregularitats i frau generalitzats. L'OSCE i el Departament d'Estat dels Estats Units no van reconèixer les eleccions com a democràtiques.
Miklós Haraszti, cap de la missió d'observació electoral a llarg termini de l'OSCE, va criticar el que va qualificar d'«entorn de campanya fortament controlat en el qual els drets electorals dels ciutadans es van veure seriosament limitats». A més a més, va comentar que «va haver-hi un debat públic limitat i els mitjans de comunicació, els mitjans de comunicació de masses, operen en un entorn caracteritzat per l'autocensura i en el qual no hi ha espai per a la independència editorial en els mitjans de radiodifusió». Haraszti va dir que «els resultats de les eleccions, inclosa la presència de dos partits a part del partit estatal, poden descriure's com unes eleccions orquestrades».